# Bendt Olrik
Bendt Olrik (auch Bendt Olrich; * 27. Januar 1749 in Bergen; † 3. August 1793 auf der Christiansborg, Accra, Ghana) war ein norwegischer
Kaufmann, Inspektor in Grönland und Gouverneur in Ghana.

## Leben

### Familie und frühes Leben
Bendt Olrik war der Sohn des Pastors Benjamin Olrich (1717–1763) und seiner Frau Elisabeth Margrethe Brix († 1801). Die Familie geht zurück auf den Danziger Kaufmann Hans Oelrichs, dessen zwei Söhne Hans und Behrend im 16. Jahrhundert nach Bremen zogen. Behrends Sohn Hans hatte einen Sohn, der ebenfalls Behrend hieß und um 1650 von Bremen nach Bergen auswanderte. Bendts Vater Benjamin war der Sohn von Behrends Sohn Michaels (1660–1710) Sohn Bendt (1688–1743).
Bei seiner Geburt war sein Vater Kaplan in Hammer, wurde aber kurze Zeit später zum Pastor von Hosanger ernannt, wo Bendt seine Kindheit verbrachte. Als er 11 Jahre alt war, wurde sein Vater nach Askvoll versetzt. Einige Zeit später zog er vermutlich in seine Geburtsstadt Bergen, wo er wahrscheinlich bei seinem gleichnamigen Onkel Bendt Olrich (1726–1797) lebte, und besuchte dort die Kathedralschule. Als er 14 Jahre alt war, starb sein Vater.
1768 verließ er die Schule und zog zum Studium nach Kopenhagen. Am 17. Juni 1768 legte er sein examen artium an der Universität Kopenhagen ab und begann anschließend vermutlich ein Jurastudium bei einem Professor Ramus. Bendt Olrik war offenbar nicht sonderlich zielstrebig. Es ist nicht bekannt, dass er jemals sein Zweitexamen ablegte und 1779 wurde er immer noch als studiosus bezeichnet. In dieser Zeit verschuldete er sich zudem hoch und brach das Studium schließlich ab. Er engagierte sich in der philanthropischen Gesellschaft Kædeordenen („Kettenorden“).

### Inspektionsreise nach Grönland
Vermutlich hierüber erhielt er schnell Kontakte und wurde vermutlich bei Den Kongelige Grønlandske Handel angestellt, der 1774 das Handelsmonopol über Grönland übernommen hatte. Sein Bruder Ole Tønder Olrik (1756–1799) wurde 1778 als Walfänger nach Grönland gesandt. Gemeinsam mit Johan Friderich Schwabe wurde Bendt Olrik im Spätsommer 1779 mit dem Schiff nach Grönland geschickt, um die nicht zufriedenstellenden wirtschaftlichen Resultate des Kolonialhandels und Walfangs zu untersuchen. Beide hielten sich zwei Jahre in Grönland auf und nach der Rückkehr lieferte Schwabe einen ausführlichen Bericht ab, der in der Einführung der Instruksen im Jahr 1782 resultierte, die bis ins 20. Jahrhundert die Grundlage für den Kolonialhandel in Grönland darstellen sollte. Über Bendt Olriks Tätigkeit in diesen zwei Jahren ist weniger bekannt, allerdings traf er offenbar seinen Bruder in Grönland. Im Juni 1781 kehrte er nach Europa zurück.
Kurz darauf wurde beschlossen, dass in Grönland zwei Inspektoren eingesetzt werden sollten, die den Handel in den in Verbindung damit errichteten Inspektoraten Nordgrönland und Südgrönland überwachen und leiten sollten. Während Schwabe das Inspektorenamt in Nordgrönland erhielt, sollte Bendt Olrik in Südgrönland eingesetzt werden. Am 7. Januar 1782 wurden beide zu Wirklichen Kammerräten ernannt. Während seines Aufenthalts in Europa 1781/82 lernte Bendt Olrik den Chirurgen Johan Christopher Solle (1722–1779) kennen, bei dem sein Bruder Ole 1777 in die Lehre gegangen war. Dieser hatte mit seiner Frau Dine Beate Møller (1734–1808) einen Sohn und mehrere Töchter. Am 10. Mai 1782 heiratete Bendt Olrik in Kopenhagen die Tochter Maria Hedevig Solle (1764–1799). Nur kurze Zeit später reiste das frischvermählte Paar nach Norwegen, wo sie seine verwitwete Mutter und seine Schwestern besuchten, bevor sie sich weiter auf den Weg nach Grönland machten.

### Zeit als Inspektor
Am 3. September 1782 erreichte er die Kolonie Godthaab in Nuuk, wo sein Sitz sein sollte. Nur wenige Wochen später am 4. Dezember wurde der Sohn Benjamin Christoffer geboren, der jedoch eine Frühgeburt war und am 4. Januar starb. Im Sommer 1783 zog die Familie in die Kolonie Holsteinsborg in Sisimiut um, wo es mehr Wohngebäude und damit mehr Platz gab. Seine Frau war erneut schwanger und gebar am 24. November 1783 den Sohn Christian Friderich, der jedoch am 25. Dezember ebenfalls starb. Nach einigen Jahren zog er wieder nach Nuuk.
Einige Hundert Kilometer weiter nördlich war sein Kollege Schwabe ein überall äußerst beliebter und angesehener Mann im Inspektorenamt. Bendt Olrik vermochte diese Erwartungen mit seinem Charakter nicht zu erfüllen. Er galt (wie sein Bruder) als eitel und arrogant. Zu Anfang ging es noch einigermaßen gut, aber ab 1784/85 verschlimmerten sich die Zustände zusehends. Bendt Olrik versuchte, das beste für den Handel herauszuholen und nahm dabei keinerlei Rücksicht auf die ihm untergebenen Handelsangestellten, die hierfür arbeiten sollten. Damit brachte er sein gesamtes Inspektorat gegen sich auf. Er wurde als respektlos, gemein, eigensinnig, rücksichtslos, dominant, unbeherrscht, unberechenbar und gewaltsam beschrieben.
Als 1783 das Schiff Ny Sukkertoppen strandete und das Frachtgut geborgen wurde, meinte Olrik mitzubekommen, dass dies nicht mit rechten Dingen zuginge und sprach von einer Plünderung. Er ließ seine Angestellten daraufhin verhören und sandte daraufhin Kolonialverwalter Jens Larsen Smidt in Ketten zurück nach Dänemark, wo er vor Gericht gestellt werden sollte. Auch Oberassistent Jens Nicolai Bidstrup wurde degradiert und nach Dänemark geschickt. Beide mussten ihre grönländischen Familien zurücklassen. Als Jens Larsen Smidt vor Gericht sollte, weigerte sich die Handelsdirektion auszusagen, da die Vorwürfe so unbegründet waren, dass man Angst hatte, den Inspektor damit in Schwierigkeiten zu bringen.
Bendt Olrik begann einen Hass auf die Familie Egede zu entwickeln, vor allem gegenüber Poul Egede, der als alter Mann in Kopenhagen Titularbischof von Grönland war. Dessen Neffe Jørgen Frederik Egede, Sohn von dessen Bruder Niels Egede, war Kolonialverwalter in Holsteinsborg und war noch Patenonkel für den Sohn Christian Friderich gewesen, aber ihn hielt Olrik kurz darauf für „einen der schlimmsten Schleichhändler des Landes“ und ließ ihn unter anderem von Katechet Mathias Aronsen ausspionieren. Als Jørgen Frederik Egede von den Vorwürfen hörte, ließ er Gegenbeweise zugunsten seiner Redlichkeit sammeln, die er daraufhin unwissend an Mathias Aronsen übergab. Dieser reichte sie an Olrik weiter, der daraufhin Egede einsperrte. Der verzweifelte so sehr, dass er schließlich darum bat, sein Heimatland Grönland verlassen zu dürfen, solange er wenigstens aus der Gefangenschaft freikam, aber auch diesen Wunsch erfüllte Olrik ihm nicht. Stattdessen ließ er ihn manchmal rausgehen, wobei es ihm gelang, heimlich ein Rücktrittsgesuch abzuschicken, sodass er 1785 nach Dänemark flüchten konnte. Olrik ließ daraufhin ausrichten, dass alle Rechnungen des Kolonialverwalters gefälscht waren und Versklavung seine gerechte Strafe wäre, aber aus Mitgefühl wäre eine hohe Geldstrafe auch ausreichend. Es war offensichtlich, dass Olriks Vorwürfe unbegründet waren, und nachdem Jørgen Frederik Egede nach Dänemark gekommen war, überlegte man gar, Olrik aus dem Amt zu entfernen und stattdessen ihn zum Inspektor von Südgrönland zu ernennen.
Auch Jørgen Frederiks Bruder Hans Egede, der als geisteskrank galt, konnte Olrik in seinem Hass aus Grönland entfernen lassen, während sich die Direktion weigerte, den pensionierten Oberassistenten Peter Lorentz Hind, einen Großneffen Hans Egedes, grundlos aus Grönland abzuberufen. Der Missionar von Holsteinsborg, Christopher Holm, war verheiratet mit Mette Elisabeth Saabye, einer Enkelin Hans Egedes, und somit wurde auch er von Bendt Olrik gehasst, verließ Grönland aber 1784. Dasselbe Schicksal ereilte Michael Jacobsen Hvidsted, der Katechet ebendort war, und der angeblich auch entfernt mit Hans Egede verwandt war. Olrik bezeichnete ihn als untauglich und Schleichhändler. Er zog 1784 nach Europa, kehrte aber bereits zwei Jahre später ins Inspektorat zurück und wurde Katechet in der Kolonie Frederikshaab in Paamiut.
Es gibt zahlreiche weitere Überlieferungen von Streitigkeiten und Feindschaften von Olriks Seite. 1785 klagte er bei der Direktion darüber, dass Christopher Holms Nachfolger Peter Rudolph Heide Daunen verlangte und zudem Speck und Walbarten geschenkt bekommen hatte. Olrik meinte, dass dies wohl zum Zusammenbruch des Handels führen würde, weil die Handelswaren nicht mehr auf den Schiffen nach Europa, sondern in den grönländischen Kirchen liegen würden. Olrik ließ zudem das alte Recht auf Daunen für Missionare streichen und ließ die Kolonialverwalter die Missionare ausspionieren, damit sie sich nicht auf andere Art Daunen schafften, als sie beim Kolonialverwalter zu kaufen. Die Kolonialverwalter weigerten sich meist, die Spionage auszuführen. Die Missionare klagten beim Missionskollegium und bekamen Recht. Das Schenken von Speck und Walbarten an die Kirche ließ Olrik verbieten. Der Streit zwischen Olrik und Heide spitzte sich zu, als Heide Olrik indirekt seinen schlechten Umgang mit der grönländischen Bevölkerung vorwarf. Später warf Olrik Heide Schleichhandel vor und verhängte eine Geldstrafe. Heide akzeptierte die Strafe, schrieb aber zugleich an Missionskollegium und Handelsdirektion, dass er dies nur getan hatte, weil er von Olrik bedroht worden war. Olrik schrieb daraufhin einen Brief an die Direktion voller Beleidigungen gegen Heide. Die Handelsdirektion ließ die Geldstrafe verfallen.
Am 24. September 1786 hatte der Missionar von Godthaab Andreas Christensen Ginge versehentlich jemandem bei Altargang kein Brot gegeben. Er wurde daraufhin von Olrik dermaßen bedroht, dass er freiwillig nach Dänemark reiste, um sich vor dem Missionskollegium zu verteidigen. Olrik bot daraufhin freiwillig an, auf eigene Kosten seine schwangere Frau und die zwei Kinder zu versorgen, aber als Ginge abgereist war, schrieb er einen wütenden Brief an die Direktion darüber, dass Ginge ihm seine Familie aufgehalst habe und diese ihm sicherlich die Haare vom Kopf fressen werden. Als das Missionskollegium keine Veranlassung für eine Sanktionierung des Missionars sah, verfasste Olrik eine noch schlimmere Wutrede. In dieser Episode hatte Olrik sich als Hüter des Christentums aufgespielt und versucht, den Missionar für den kleinsten Verstoß zu bestrafen. Ansonsten war er jedoch ein Gegner der Kirche, gab öffentlich zur Schau, dass er es für falsch hielt, die Grönländer zu missionieren, und als ein Grönländer ihn fragte, ob er nicht am Sonntag ruhen sollte, wie es in der Bibel steht, schickte Olrik ihn stattdessen zum Walfang.
Der Missionar in der Kolonie Sukkertoppen in Maniitsoq Niels Hveysell lebte mit seiner Familie in einer viel zu kleinen Wohnung. Als er um eine größere Wohnung bat, lehnte der Inspektor ab. Daraufhin bat Hveysell die Handelsdirektion erneut um mehr Platz. Diese bat Olrik ebenfalls darum, Hveysell eine größere Wohnung zu schaffen, aber erneut lehnte dieser ab, sodass die Direktion ihre Bitte als Befehl wiederholen musste. Nachdem Olrik Regeln aufgestellt hatte, wer wann was von welcher Qualität kaufen darf und dabei großen Geiz zeigte, während er selbst seiner Frau zwölf Fuchsfelle bester Qualität zukommen ließ, klagten Handels- und Missionsangestellte. Olrik ließ daraufhin gewaltsam ein Fuchsfell aus Hveysells Eigentum nehmen. Heide nannte diesen Vorfall in einem Schreiben darüber, dass er selbst geradezu bei Olrik betteln musste, lebensnotwendige Waren kaufen zu dürfen, um nicht in Armut zu leben.
Olrik schrieb hingegen Briefe an die Handelsdirektion, wo er sich über das gemeine Verhalten und die ungerechtfertigten Vorwürfe der Handels- und Missionsangestellten beschwerte. Über den Missionar von Frederikshaab William Alexander Meyer schrieb er: „Meyer bedroht mich schrecklich – jener greift meine Ehre an, und bald mein Leben, weiß Gott, was die mir wollen! Ihre Angriffe sind lächerlich; nichtsdestotrotz grämt es mich bis zur Seele, dass ich derart behandelt werde von diesen Untaten treibenden gottlosen Menschen, denen ich alle möglichen Dienste bewiesen habe und beweise, alles mögliche Gute.“

### Entlassung
Während die Handelsdirektion 1784 die Klage gegen Smidt noch hatte fallen lassen, um den Inspektor nicht in Schwierigkeiten zu bringen, wurden die Schreiben gegen ihn mit der Zeit ernster. Sein Widerstand gegen die Mission wurde auch von der Handelsdirektion aufs Schärfste gemissbilligt und sie drohte mit der Entlassung. Olrik bedrohte daraufhin alle möglichen Handels- und Missionsangestellten und ließ sie Zwangsgeständnisse ablegen, um ihn zu entlasten, was ihm gelang. Weil die Klageschreiben aber mehr und mehr wurden, verlangte das Missionskollegium schließlich ausdrücklich Olriks Entlassung. Olrik war offenbar auch seines Amts überdrüssig geworden und bat 1788 um seine Freistellung, die aber von der Handelsdirektion so verstanden wurde, dass er erst 1789 nach Dänemark zurückkehren wollte. Am 19. Januar 1788 wurde seine Tochter Bendte Elisabeth geboren, aber wie die vorherigen Kinder starb auch sie noch als Baby am 28. August desselben Jahres. Es heißt, dass Olrik im letzten Jahr nach dem Tod seiner Tochter milder wurde, aber seine Handlungen zeugen davon nicht. In dieser Zeit blühte in seinem Inspektorat die Habakuk-Bewegung, die Olrik als Gelegenheit nutzte, die Mission erneut zu drangsalieren. Als er 1789 nach Europa zurückkehren sollte, fuhr er von Kolonialdistrikt zu Kolonialdistrikt und entließ unter absurden Begründungen Handelsangestellte. Manche sollten erst nach ihm abreisen und konnten so der Kündigung entgehen, weil diese von Olriks Nachfolger zurückgezogen wurde. Die, die vor ihm abreisen sollten, wurden ihm Folgejahr wieder angestellt. Möglicherweise hatte Olrik sein Verhalten zum Schluss dennoch ein wenig eingesehen, denn Missionar Heide berichtete, dass Olrik vor seiner Abreise eine Lobrede auf ihn gehalten habe.

### Späte Jahre
Der cholerische und von Verfolgungswahn geplagte Olrik reiste am 2. September 1789 ab und glaubte noch, dass man ihn auf der Rückreise aus Rache ermorden wollte. Unter seinem Nachfolger Andreas Molbech Lund verbesserten sich die Zustände schlagartig und es gab keine Klagen mehr. Nach zwei Monaten auf See erreichte das Schiff Norwegen, wo er sich bis Februar 1790 vermutlich bei seiner noch immer lebenden Mutter aufhielt. Anschließend reiste er nach Kopenhagen, wo er sich zwei Jahre lang arbeitslos mit Pension aufhielt.
Am 20. Oktober 1792 wurde er zum Gouverneur über die dänischen Kolonien in Afrika ernannt und am 7. November zum Major ernannt. Im Frühjahr 1793 reiste er ab und erreichte das Fort Christiansborg in der heutigen ghanaischen Hauptstadt Accra am 26. Mai. Nach nur rund neun Wochen im Amt starb Bendt Olrik jedoch am 3. August.
Neben seinem Bruder waren auch zahlreiche andere Mitglieder der Familie Olrik in Grönland tätig. Seine Cousins Michael (1772–1815) und Wilhelm Mathias (1780–1833) waren einige Jahre nach Bendt Olriks Tod als Kolonialverwalter in Grönland tätig. Wilhelm Mathias’ Sohn Christian Søren Marcus Olrik (1815–1870) war von 1846 bis 1866 Inspektor von Nordgrönland und dessen Enkel Harald (1883–1910) war als Handelsassistent in Grönland tätig.